# Liste der Bodendenkmale in Wrestedt
In der Liste der Bodendenkmale in Wrestedt sind alle Bodendenkmale der niedersächsischen Gemeinde Wrestedt aufgelistet. Die Quelle ist der Denkmalatlas Niedersachsen. Der Stand der Liste ist der 19. Juni 2024.

## Allgemein
In den Spalten finden sich folgende Informationen des Bodendenkmales :
- Lage        : geographische Koordinaten
- Bezeichnung : Bezeichnung lt. Denkmalatlas
- Beschreibung: Beschreibung lt. Denkmalatlas
- ID          : Objekt-ID
- Bild        : Bild, ggf. zusätzlich mit Link zu weiteren Fotos im Medienarchiv Wikimedia Commons.

## Esterholz
| Lage                         | Bezeichnung            | Beschreibung                                                                            | ID       | Bild |
| ---------------------------- | ---------------------- | --------------------------------------------------------------------------------------- | -------- | ---- |
| 52° 54′ 29″ N, 10° 37′ 36″ O | Esterholz 1, Grabhügel | Flach gewölbt mit einem Durchmesser von ca. 16 Meter und einer Höhe von ca. 0,50 Meter. | 32208481 | BW   |

## Kahlstorf
| Lage                         | Bezeichnung                | Beschreibung | ID       | Bild |
| ---------------------------- | -------------------------- | --- | -------- | ---- |
| 52° 55′ 58″ N, 10° 39′ 50″ O | Kahlstorf 1, Grabhügel     | Flach gewölbt. Dm. 9,00 m, H. 0,25 m. Oberfläche unregelmäßig. Umriss verwaschen. Von Tierbauen stark zerstört. Bei Neuanpflanzung überpflügt, daher nur noch schwach erkennbar. | 32207975 | BW   |
| 52° 55′ 59″ N, 10° 39′ 51″ O | Kahlstorf 2, Grabhügel     | Ausgegrabener Grabhügel mit einem Durchmesser von ca. 9 Meter und einer Höhe des Randes von ca. 0,50 Meter.                                                                      | 32209006 | BW   |
| 52° 55′ 34″ N, 10° 40′ 57″ O | Kahlstorf 7, Großsteingrab | | 32209007 | BW   |

## Könau
| Lage                         | Bezeichnung                     | Beschreibung | ID       | Bild |
| ---------------------------- | ------------------------------- | --- | -------- | ---- |
| 52° 53′ 4″ N, 10° 43′ 35″ O  | Könau 2, Grabhügel              | Flach gewölbt. Dm. 15,00 m, H. 0,60 m. Unversehrt, Ränder auslaufend.                                                                   | 32208337 | BW   |
| 52° 53′ 13″ N, 10° 44′ 34″ O | Könau 3, Grabhügel Blauen Berge | Rund, flach gewölbt. Dm. 19,00 m, H. 0,60-1,00 m. Auf der Oberfläche mehrere kleine flache Mulden, sonst unversehrt, Ränder auslaufend. | 32206561 | BW   |

## Lehmke
| Lage                         | Bezeichnung          | Beschreibung | ID       | Bild |
| ---------------------------- | -------------------- | --- | -------- | ---- |
| 52° 56′ 5″ N, 10° 39′ 16″ O  | Lehmke 5, Grabhügel  | Rund, schwach gewölbt. Dm. 8 m, H. ?. Sehr unregelmäßig gestaltet, noch 3 Findlinge zu sehen.                                               | 32207557 | BW   |
| 52° 55′ 56″ N, 10° 39′ 13″ O | Lehmke 21, Grabhügel | Kräftig gewölbt. Dm. 17,00 m, H. bis 1,20 m. Mitte aufgegraben. Oberfläche unregelmäßig gestaltet, am Rand Baumwurzeln von Rodung gelagert. | 32207826 | BW   |
| 52° 54′ 56″ N, 10° 38′ 13″ O | Lehmke 26, Grabhügel | Flach gewölbt mit einem Durchmesser von ca. 15 Meter und einer Höhe von ca. 1,00 Meter.                                                     | 32204695 | BW   |
| 52° 56′ 11″ N, 10° 39′ 17″ O | Lehmke 42, Grabhügel | Rund mit auslaufenden Rändern und einem Durchmesser von ca. 14 Meter und einer Höhe von ca. 0,70 Meter.                                     | 32204946 | BW   |
| 52° 56′ 4″ N, 10° 39′ 8″ O   | Lehmke 44, Grabhügel | Rund mit einem Durchmesser von ca. 9 Meter und einer Höhe von ca. 0,5 Meter.                                                                | 32210259 | BW   |

### Lehmke 7
ID:32208482

| Lage                         | Bezeichnung          | Beschreibung                                                                                               | ID       | Bild |
| ---------------------------- | -------------------- | --- | -------- | ---- |
| 52° 55′ 40″ N, 10° 37′ 30″ O | Lehmke 7, Grabhügel  | Flach gewölbt. Dm. 14,00 m, H. 0,30 m. Oberfläche unregelmäßig und eingesunken. Am Rand größerer Findling. | 32207095 | BW   |
| 52° 55′ 40″ N, 10° 37′ 35″ O | Lehmke 8, Grabhügel  | Flach gewölbt mit einem Durchmesser von ca. 6 Meter und einer Höhe von ca. 0,50 Meter.                     | 32207846 | BW   |
| 52° 55′ 39″ N, 10° 37′ 31″ O | Lehmke 10, Grabhügel | Kräftig gewölbt mit einem Durchmesser von ca. 9 Meter und einer Höhe von ca. 0,40 Meter.                   | 32207847 | BW   |
| 52° 55′ 38″ N, 10° 37′ 28″ O | Lehmke 11, Grabhügel | Flach gewölbt mit einem Durchmesser von ca. 10 Meter und einer Höhe von ca. 0,40 Meter.                    | 32207848 | BW   |
| 52° 55′ 39″ N, 10° 37′ 27″ O | Lehmke 12, Grabhügel | Flach gewölbt. Dm. 8,50 m, H. 0,20 m. Kaum abgesetzt.                                                      | 32208096 | BW   |
| 52° 55′ 40″ N, 10° 37′ 28″ O | Lehmke 13, Grabhügel | Flach gewölbt mit einem Durchmesser von ca. 5 Meter und einer Höhe von ca. 0,30 Meter.                     | 32208693 | BW   |

## Nettelkamp
| Lage                         | Bezeichnung             | Beschreibung                                                                                  | ID       | Bild |
| ---------------------------- | ----------------------- | --------------------------------------------------------------------------------------------- | -------- | ---- |
| 52° 52′ 26″ N, 10° 35′ 49″ O | Nettelkamp 2, Grabhügel | Rund, flach gewölbt. Dm. 10,00 m, H. 0,30 m, von Tieren durchwühlt.                           | 32206445 | BW   |
| 52° 52′ 26″ N, 10° 35′ 55″ O | Nettelkamp 3, Grabhügel | Flach gewölbt, rund mit einem Durchmesser von ca. 10 Meter und einer Höhe von ca. 0,80 Meter. | 32208619 | BW   |

## Niendorf II
| Lage                         | Bezeichnung               | Beschreibung                                                                                  | ID       | Bild |
| ---------------------------- | ------------------------- | --------------------------------------------------------------------------------------------- | -------- | ---- |
| 52° 55′ 31″ N, 10° 34′ 35″ O | Niendorf II 10, Grabhügel | Flach gewölbt, rund mit einem Durchmesser von ca. 13 Meter und einer Höhe von ca. 0,60 Meter. | 32207827 | BW   |

## Nienwohlde
| Lage                         | Bezeichnung                 | Beschreibung                                     | ID       | Bild |
| ---------------------------- | --------------------------- | ------------------------------------------------ | -------- | ---- |
| 52° 50′ 16″ N, 10° 34′ 24″ O | Nienwohlde 1, Grabhügelfeld |                                                  | 32210625 | BW   |
| 52° 50′ 19″ N, 10° 34′ 26″ O | Nienwohlde 3, Grabhügel     | Durchmesser ca. 6 Meter und Höhe ca. 0,30 Meter. | 32206887 | BW   |

### Nienwohlde 19
ID:32206446

| Lage                         | Bezeichnung              | Beschreibung                                                                                  | ID       | Bild |
| ---------------------------- | ------------------------ | --------------------------------------------------------------------------------------------- | -------- | ---- |
| 52° 50′ 42″ N, 10° 33′ 2″ O  | Nienwohlde 17, Grabhügel | Ausgeprägt mit einem Durchmesser von ca. 14 Meter und einer Höhe von ca. 0,70 Meter.          | 32203072 | BW   |
| 52° 50′ 44″ N, 10° 33′ 0″ O  | Nienwohlde 18, Grabhügel | Mit kleiner Kuppe und einem Durchmesser von ca. 13 × 10 Meter und einer Höhe von ca. 1 Meter. | 32203573 | BW   |
| 52° 50′ 44″ N, 10° 32′ 59″ O | Nienwohlde 19, Grabhügel | Flach gewölbt, rund mit einem Durchmesser von ca. 10 Meter und einer Höhe von ca. 0,60 Meter. | 32203683 | BW   |

## Ostedt
| Lage                         | Bezeichnung         | Beschreibung                                                                               | ID       | Bild |
| ---------------------------- | ------------------- | ------------------------------------------------------------------------------------------ | -------- | ---- |
| 52° 54′ 38″ N, 10° 44′ 35″ O | Ostedt 4, Grabhügel | Rund, flach gewölbt mit unscharf auslaufenden Rändern. Dm. 17,00 m, H. 0,30 m. Unversehrt. | 32205679 | BW   |

### Ostedt 6
ID:32208338
Fünf Grabhügel mit Dm. von 13–18 m und einer H. von 0,4–1,3 m.

| Lage                         | Bezeichnung          | Beschreibung                                                                                    | ID       | Bild |
| ---------------------------- | -------------------- | ----------------------------------------------------------------------------------------------- | -------- | ---- |
| 52° 54′ 29″ N, 10° 44′ 21″ O | Ostedt 6, Grabhügel  | Flach gewölbt mit einem Durchmesser von ca. 13 Meter und einer Höhe von ca. 0,40 Meter.         | 32207361 | BW   |
| 52° 54′ 29″ N, 10° 44′ 19″ O | Ostedt 7, Grabhügel  | Flach gewölbt, rund mit einem Durchmesser von ca. 14 Meter und einer Höhe von ca. 0,50 Meter.   | 32207362 | BW   |
| 52° 54′ 27″ N, 10° 44′ 19″ O | Ostedt 8, Grabhügel  | Flach gewölbt, rund mit einem Durchmesser von ca. 13 Meter und einer Höhe von ca. 0,80 Meter.   | 32207363 | BW   |
| 52° 54′ 27″ N, 10° 44′ 19″ O | Ostedt 9, Grabhügel  | Flach gewölbt mit einem Durchmesser von ca. 14 Meter und einer Höhe von ca. 1,00 Meter.         | 32207597 | BW   |
| 52° 54′ 26″ N, 10° 44′ 21″ O | Ostedt 10, Grabhügel | Kräftig gewölbt, rund mit einem Durchmesser von ca. 16 Meter und einer Höhe von ca. 1,30 Meter. | 32207598 | BW   |

## Wieren
| Lage                         | Bezeichnung         | Beschreibung                                 | ID       | Bild |
| ---------------------------- | ------------------- | -------------------------------------------- | -------- | ---- |
| 52° 52′ 18″ N, 10° 40′ 46″ O | Wieren 2, Grabhügel | Rund, flach gewölbt. Dm. 16,00 m, H. 0,35 m. | 32208339 | BW   |

## Wrestedt
| Lage                         | Bezeichnung                      | Beschreibung | ID       | Bild |
| ---------------------------- | -------------------------------- | --- | -------- | ---- |
| 52° 53′ 31″ N, 10° 33′ 36″ O | Wrestedt 1, Grabhügel            | Flach gewölbt, rund mit einem Durchmesser von ca. 10 Meter und einer Höhe von ca. 0,70 Meter. | 32208483 | BW   |
| 52° 53′ 50″ N, 10° 33′ 31″ O | Wrestedt 6, Grabhügel            | Markanter Langhügel (Nord-Süd gerichtet) in der Länge von ca. 20 Meter, einer Breite von ca. 15 Meter und einer Höhe von ca. 1,60 Meter. | 32204947 | BW   |
| 52° 53′ 49″ N, 10° 33′ 16″ O | Wrestedt 8, Grabhügel            | Flach gewölbter Langhügel (Nord-Süd gerichtet) mit einem Durchmesser von ca. 15 Meter, einer Breite von ca. 11 Meter und einer Höhe von ca. 1,10 Meter. | 32208095 | BW   |
| 52° 53′ 46″ N, 10° 33′ 18″ O | Wrestedt 9, Grabhügel            | Kräftig gewölbt, rund mit einem Durchmesser von ca. 21 Meter und einer Höhe von ca. 1,50 Meter. | 32207599 | BW   |
| 52° 53′ 46″ N, 10° 33′ 16″ O | Wrestedt 10, Grabhügel           | Flach gewölbt, rund mit einem Durchmesser von ca. 12 Meter und einer Höhe von ca. 1,00 Meter. | 32208479 | BW   |
| 52° 53′ 47″ N, 10° 33′ 10″ O | Wrestedt 11, Grabhügel           | Kräftig gewölbt, deutlich abgesetzt, rund mit einem Durchmesser von ca. 15 Meter und einer Höhe von ca. 1,60 Meter. | 32208097 | BW   |
| 52° 53′ 47″ N, 10° 33′ 9″ O  | Wrestedt 12, Grabhügel           | Flach gewölbt, rund mit einem Durchmesser von ca. 10 Meter und einer Höhe von ca. 0,90 Meter. | 32208480 | BW   |
| 52° 53′ 45″ N, 10° 33′ 10″ O | Wrestedt 13, Grabhügel           | Kräftig gewölbt mit einem Durchmesser von ca. 17 Meter und einer Höhe von ca. 1,50 Meter. | 32208834 | BW   |
| 52° 53′ 45″ N, 10° 33′ 4″ O  | Wrestedt 14, Grabhügel           | Markanter Langhügel. Ursprünglich N-S gerichtet. L. 22,00 m, Br. 17,00 m, H. 2,00 m. Nur noch Hügelrest erhalten, jetzt annähernd rund, Dm. 13 m, H. 0,4 m. Oberfläche abgeflacht. Am SSW-Rand an O-W verlaufenden Rodungswall mit Findlingen anstoßend. Auf dem Hügel altes geschlagenes Astwerk. | 32208833 | BW   |
| 52° 53′ 46″ N, 10° 33′ 5″ O  | Wrestedt 15, Grabhügel           | Flach gewölbt mit einem Durchmesser von ca. 13 Meter und einer Höhe von ca. 0,50 Meter. | 32208835 | BW   |
| 52° 54′ 5″ N, 10° 34′ 9″ O   | Wrestedt 27, Befestigter Gutshof | | 32207005 | BW   |